# Voulême
Voulême és un municipi francès situat al departament de la Viena i a la regió de la Nova Aquitània. L'any 2007 tenia 359 habitants.

## Demografia

### Població
El 2007 la població de fet de Voulême era de 359 persones. Hi havia 166 famílies de les quals 54 eren unipersonals (12 homes vivint sols i 42 dones vivint soles), 69 parelles sense fills, 39 parelles amb fills i 4 famílies monoparentals amb fills.
La població ha evolucionat segons el següent gràfic:
Habitants censats

### Habitatges
El 2007 hi havia 264 habitatges, 174 eren l'habitatge principal de la família, 61 eren segones residències i 29 estaven desocupats. 250 eren cases i 1 era un apartament. Dels 174 habitatges principals, 155 estaven ocupats pels seus propietaris, 14 estaven llogats i ocupats pels llogaters i 5 estaven cedits a títol gratuït; 4 tenien una cambra, 12 en tenien dues, 23 en tenien tres, 45 en tenien quatre i 90 en tenien cinc o més. 120 habitatges disposaven pel capbaix d'una plaça de pàrquing. A 81 habitatges hi havia un automòbil i a 77 n'hi havia dos o més.

### Piràmide de població
La piràmide de població per edats i sexe el 2009 era:
| Homes | Edats   | Dones |
| ----- | ------- | ----- |
| 0     | 95 o +  | 0     |
| 4     | 90 a 94 | 4     |
| 4     | 85 a 89 | 8     |
| 0     | 80 a 84 | 0     |
| 16    | 75 a 79 | 12    |
| 8     | 70 a 74 | 16    |
| 20    | 65 a 69 | 0     |
| 12    | 60 a 64 | 8     |
| 24    | 55 a 59 | 20    |
| 4     | 50 a 54 | 28    |
| 4     | 45 a 49 | 0     |
| 8     | 40 a 44 | 8     |
| 12    | 35 a 39 | 8     |
| 4     | 30 a 34 | 12    |
| 16    | 25 a 29 | 8     |
| 0     | 20 a 24 | 4     |
| 8     | 15 a 19 | 4     |
| 4     | 10 a 14 | 4     |
| 4     | 5 a 9   | 16    |
| 0     | 0 a 4   | 12    |

## Economia
El 2007 la població en edat de treballar era de 219 persones, 140 eren actives i 79 eren inactives. De les 140 persones actives 133 estaven ocupades (68 homes i 65 dones) i 9 estaven aturades (3 homes i 6 dones). De les 79 persones inactives 50 estaven jubilades, 9 estaven estudiant i 20 estaven classificades com a «altres inactius».

### Ingressos
El 2009 a Voulême hi havia 177 unitats fiscals que integraven 378 persones, la mediana anual d'ingressos fiscals per persona era de 17.631 €.

### Activitats econòmiques
Dels 12 establiments que hi havia el 2007, 3 eren d'empreses de construcció, 1 d'una empresa de comerç i reparació d'automòbils, 1 d'una empresa d'hostatgeria i restauració, 1 d'una empresa d'informació i comunicació, 4 d'empreses de serveis i 2 d'empreses classificades com a «altres activitats de serveis».
Dels 6 establiments de servei als particulars que hi havia el 2009, 1 era un guixaire pintor, 1 fusteria, 1 electricista, 1 perruqueria, 1 restaurant i 1 saló de bellesa.
L'any 2000 a Voulême hi havia 13 explotacions agrícoles que ocupaven un total de 1.062 hectàrees.

## Equipaments sanitaris i escolars
El 2009 hi havia una escola elemental integrada dins d'un grup escolar amb les comunes properes formant una escola dispersa.

## Poblacions més properes
El següent diagrama mostra les poblacions més properes.